# Abordagem aos couraçados Lima Barros e Cabral
A abordagem aos couraçados Lima Barros e Cabral foi uma ação naval ocorrida na madrugada de 02 de março de 1868, durante a Guerra do Paraguai, quando canoas paraguaias, jungidas duas a duas, disfarçadas com ramagens e guarnecidas por 50 soldados cada, abordaram os couraçados Lima Barros e Cabral.
Em 02 de março de 1868, a Esquadra Imperial, que já efetuara a Passagem de Humaitá, estava fundeada no Rio Paraguai, diante do reduto Taji, nas proximidades de Humaitá. Formavam sua vanguarda os couraçados Cabral e Lima Barros; à popa destes, o Silvado e o Herval; abaixo, na boca do Rio do Ouro, como repetidor de sinais, o Mariz e Barros; no Porto Elisário, o Brasil, tendo a bordo o almirante-chefe, e o Colombo.
Aproveitando a densa escuridão da noite e os camalotes e balseiros que desciam pela correnteza, uma esquadrilha de canoas cobertas por galhos e folhagens e amarradas duas a duas, tripuladas por 1.500 paraguaios armados com facões, machadinhas e espadas de abordagem, foram dar abordagem ao Cabral e ao Lima Barros. Os paraguaios foram descobertos quando um escaler de ronda abordou um dos falsos camalotes e deu o alarme, obrigando os guaranis a alterar o plano de ataque. Confusas, apenas conseguiram encostar-se 14 (quatorze) canoas no Lima Barros e 8 (oito) no Cabral, despejando nos seus conveses gente que se apoderou do toldo dos navios de guerra. Travou-se luta corpo a corpo; depois as tripulações e soldados das guarnições se encerraram nas casamatas, resistindo a tiro.
O combate prosseguiu até o amanhecer, quando os couraçados Brasil, Herval,  Mariz e Barros e Silvado aproximaram-se e metralharam os paraguaios, que desistiram do ataque, perdendo 400 homens e 14 canoas. Do lado brasileiro, tiveram oito mortos, entre os quais o Capitão de Mar e Guerra Joaquim Rodrigues da Costa e o 1º Tenente João de Gomensoro Wandenkolk. Entre os feridos, o comandante do Lima Barros, Capitão de Fragata Garcindo de Sá, os Capitães Tenentes Foster Vidal e Alves Nogueira, os Primeiros Tenentes Otaviano Vital de Oliveira, Souza Pinto e Castro Rocha, o Segundo Tenente Rodrigo de Lamare e o Guarda-Marinha Barros Gandra.

## Galeria

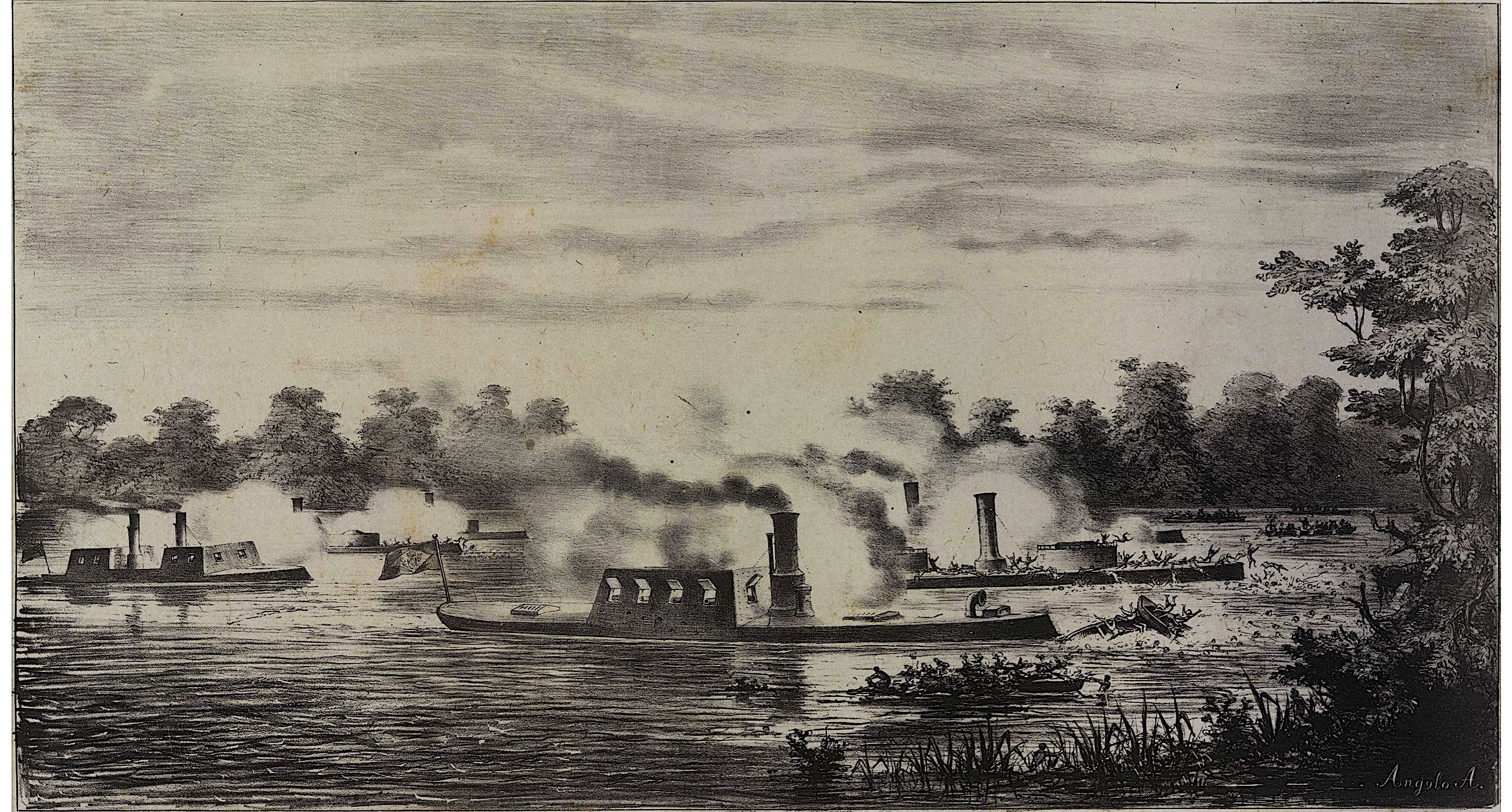
Episódio da madrugada de 02 de março de 1868: Os encouraçados Silvado, Brasil, Mariz e Barros e Herval, metralhando os paraguaios que, protegidos pela noite, foram em canoas dar abordagem ao Cabral e ao Lima Barros (ilustração de Angelo Agostini, publicado em A Vida Fluminense, nº 13, 1868).
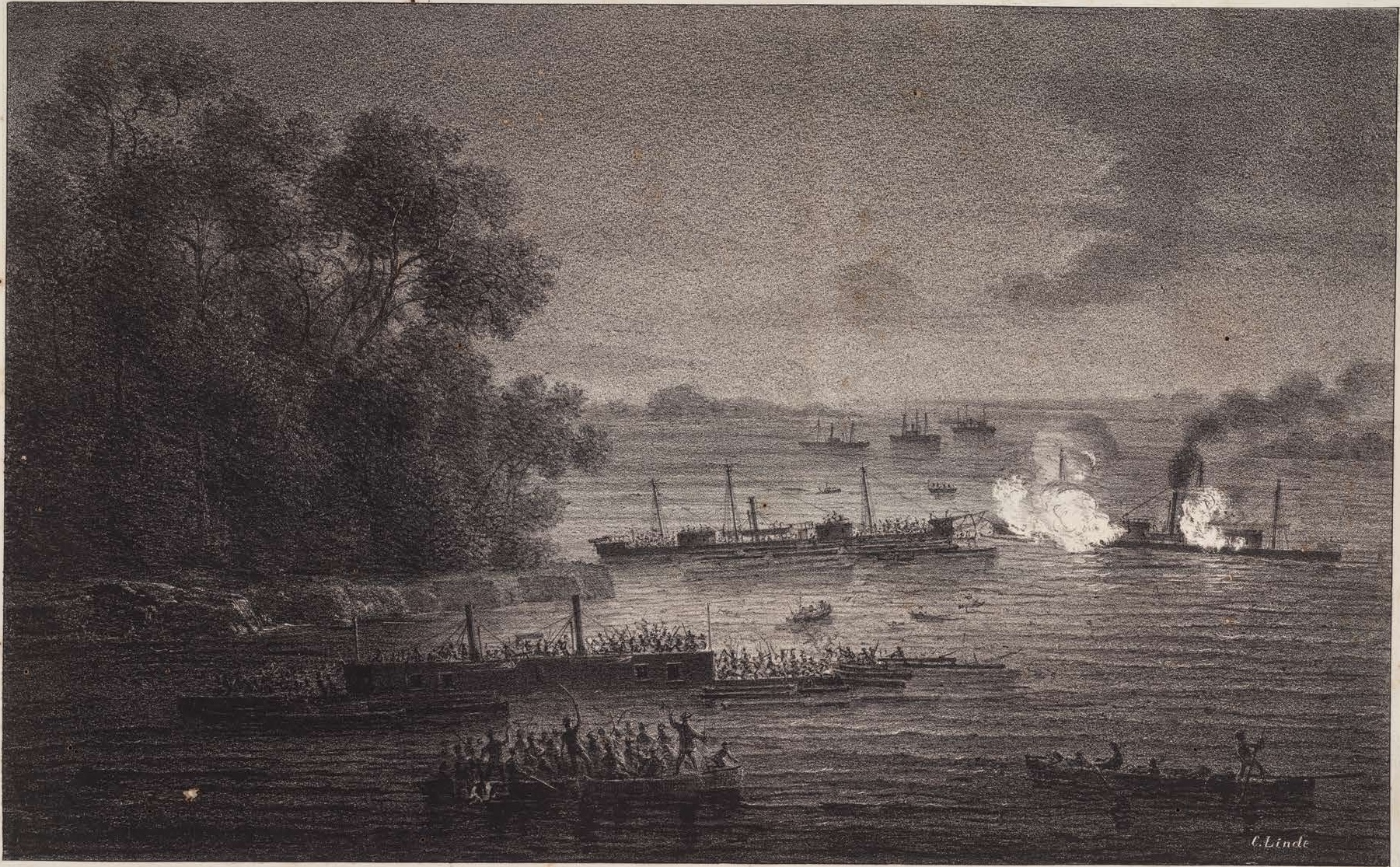
O quadro de Carlos Linde representa o momento em que os encouraçados Lima Barros e Cabral, abordados pelos paraguaios, são socorridos pelo Silvado, enquanto os outros encouraçados se aproximam.
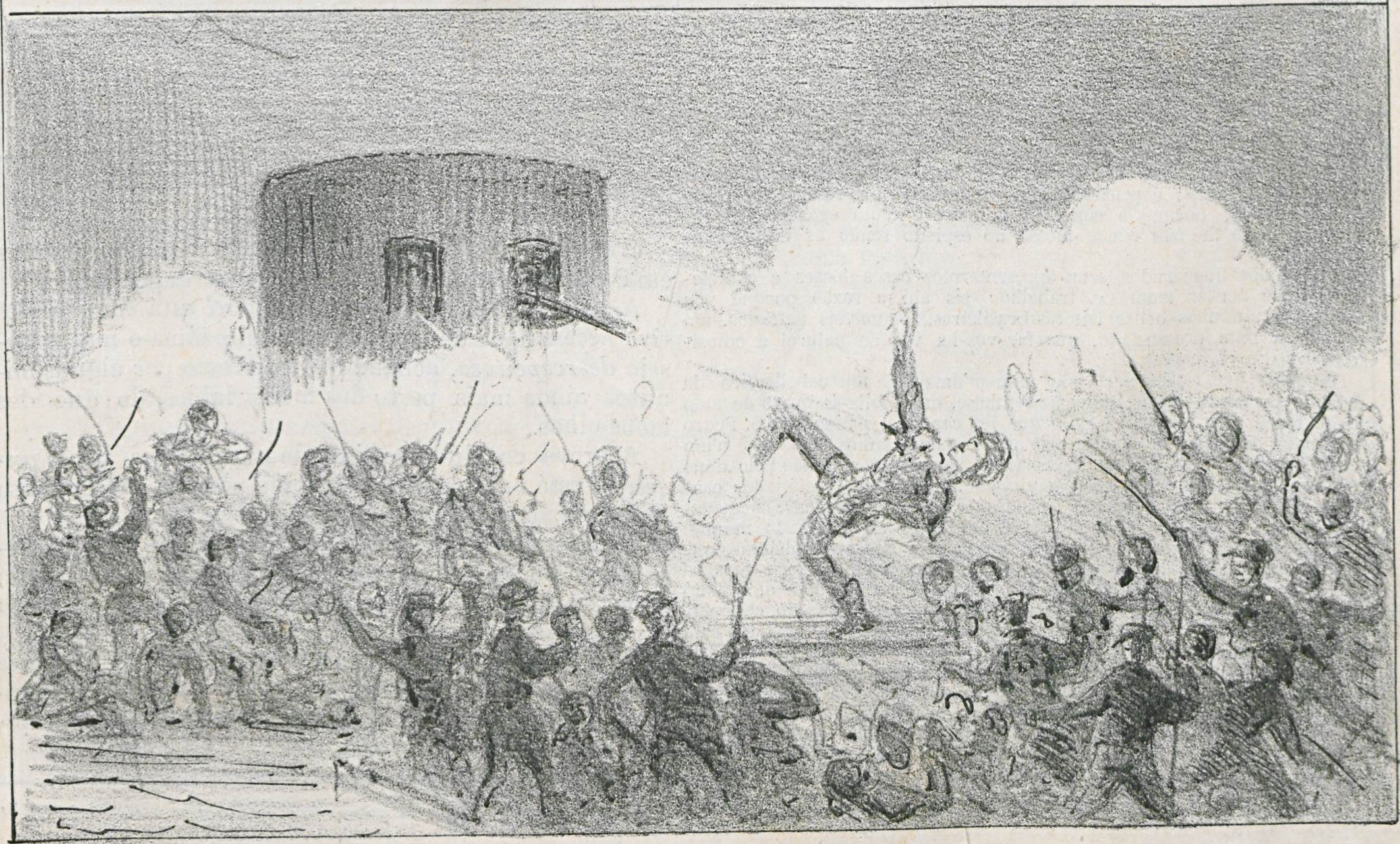
Bernardino Gustavino, patrono da praticagem brasileira, atingido a bordo do encouraçado Lima Barros no episódio da abordagem de 2 de março de 1868.